# صنایع نظامی اسرائیل
صنایع نظامی اسرائیل (به عبری: תע"ש)، یک سازمان تولید جنگ‌افزارهای نظامی اسرائیلی است. این سازمان جنگ‌افزارهای گرم، مهمات و فناوری‌های نظامی اختصاصاً برای سازمان‌های امنیتی اسرائیلی (به ویژه ارتش اسرائیل، نیروهای دفاعی اسرائیل) تولید می‌کند، همچنین سلاح‌های سبک این کمپانی در سراسر جهان بسیار مشهور می‌باشند.

## سلاح‌های سبک

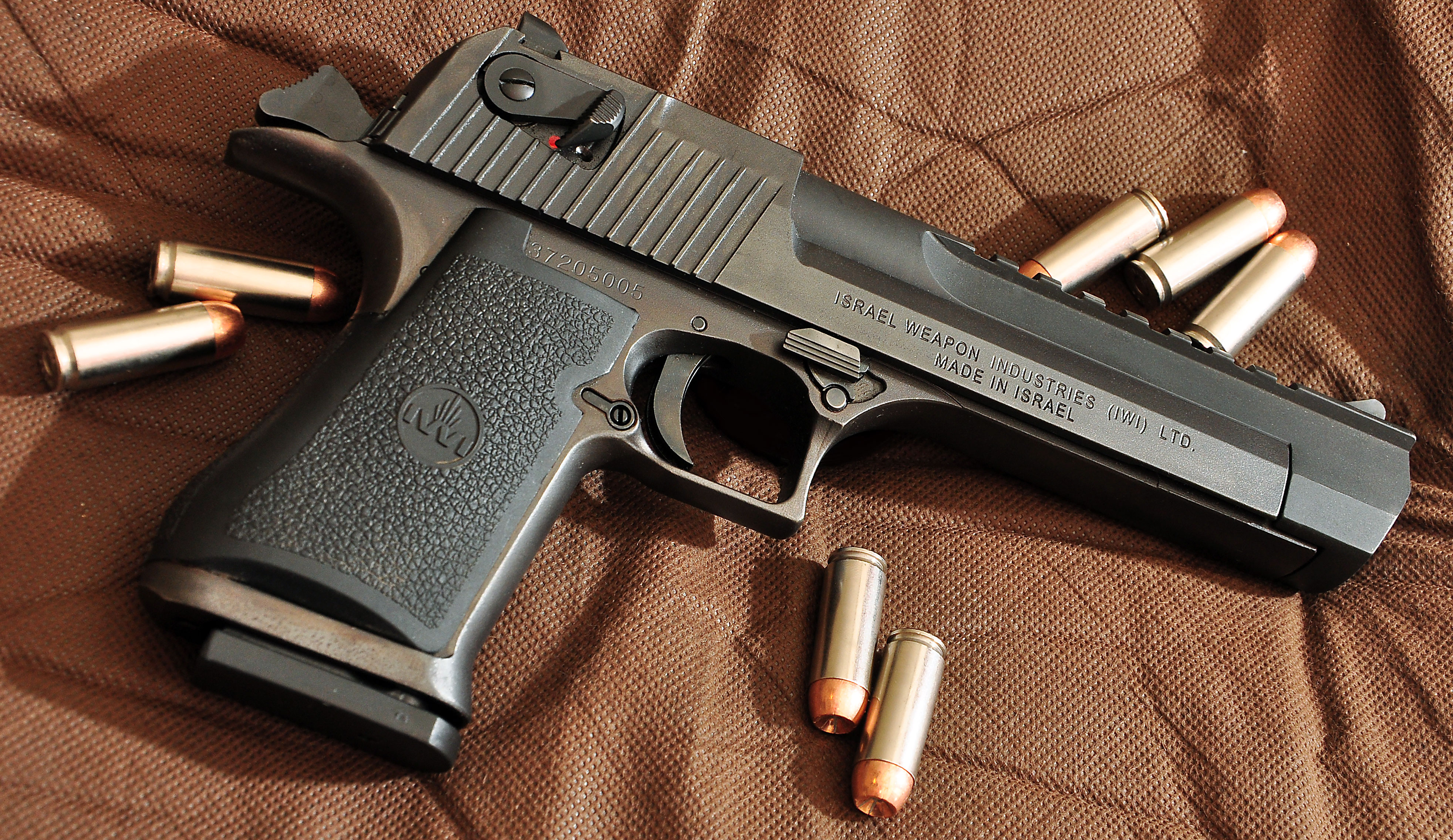
یک عقاب صحرای IWI با یک مجله پس از فروش که توسط گلوله‌های Magnum Research 50AE JHP احاطه شده است.

سلاح‌های سبک صنایع نظامی اسرائیل از محبوب‌ترین‌ها در جهان می‌باشند. مسلسل دستی یوزی نیز به دلیل سهولت حمل و اعتمادپذیری بالا محبوب‌ترین مسلسل دستی جهان محسوب می‌شود. به‌طور کلی یوزی پرکاربردترین مسلسل دستی مدرن در جهان می‌باشد.
مسلسل گالیل یک سلاح تهاجمی قابل حمل است، که شامل نسخه‌های متفاوت دیگری نیز می‌شود. مسلسل نگو(negev) مسلسل اصلی صنایع نظامی اسرائیل می‌باشد. جریکو ۹۴۱ یک تپانچه نیمه خودکار و تاور یک تفنگ هجومی خشاب‌عقب(بولپاپ) است.
در دهه ۱۹۸۰ یک کمپانی طراحی سلاح گرم به نام مؤسسه تحقیقاتی مگنوم، با این صنایع قراردادی مبنی بر بازطراحی و تولید یک تپانچه نیمه خودکار برمبنای مهمات مگنوم (۰٫۴۴ مگنوم، ۰٫۳۵۷ مگنوم و ای ئی ۰٫۵۰) منعقد ساخت. که نتیجه آن «عقاب صحرا» یک تپانچه بسیار پر قدرت بود که به وسیله هالیوود و بازی‌های رایانه‌ای به شهرت فراوانی رسید.
تجهیزات دیگری نیز، عمدتاً برای رفع نیاز ارتش اسرائیل ساخته شده است. اگرچه یوزی در بسیاری از نیروها در سراسر جهان استفاده می‌شود، اما گالیل و تاور بیشتر مورد استفاده نیروهای ضد تروریست است.

## سایر محصولات
صنایع دفاعی اسرائیل کارخانه‌های بسیاری را برای تولید مهمات مورد نیاز جنگ‌افزارها اختصاص داده است. مانند: توپخانه (گلوله‌های توپ و راکت), تانک و مهمات هوا به زمین (بالستیک و شلیک مستقیم). بسیاری از این محصولات هماهنگ با استانداردهای ناتو هستند، با این وجود این صنایع مهمات شرقی را نیز تولید می‌کند. هرچند این مهمات با خشابهای استاناگ همخوانی ندارند.
اسرائیل همچنین بمب‌های خوشه‌ای که از نظر قانون دفاعی بودن آن‌ها در جنگ ۲۰۰۶ لبنان و جنگ اوستیای جنوبی ۲۰۰۸ ثابت شده تولید می‌کند.
این سازمان همچین گستره وسیعی از تجهیزات دفاعی مانند صفحات زرهی خودروها، سیستم‌های پاکسازی مین‌های زمینی، سیستم‌های شناسایی و پل‌های متحرک تولید می‌کند. این سازمان همچنین تجهیزات جنگ الکترونیک هوایی مانند شراره، اخلاگرها و تجهیزات ضد جنگ الکترونیک را نیز به تولید رسانده است. برخی از تولیدات فعلی این سازمان هوا-دریا پایه‌اند.

## تولیدات
- جلیل تفنگ هجومی
- تاور تفنگ هجومی خشاب عقب (دارای مشتقات)
- نجو تیربار سبک
- یوزی مسلسل دستی
- جریکو ۹۴۱ تپانچه
- تپانچه اس پی-۲۱ باراک
- عقاب صحرا تپانچه
- موشک‌های قابل حمل ضد تانک هدایت‌شونده
- موشک کروز دلیله
- توپ‌های ۱۲۰ م. م
- آتشبارهای لار ۱۶۰
- سلاح‌های گوشه زن
- نارنجکهای تفنگی
- زره‌های اضافی:
  - جلیقه‌های ضدگلوله
  - صفحات واکنش دهنده انفجاری
  - سامانه دفاع فعال گنبد آهنین

## آموزش‌های امنیتی
صنایع دفاعی اسرائیل آموزش‌های نظامی را نیز برای شهروندان اسرائیل فراهم می‌کند. این سازمان چنین آموزش‌هایی را به کشورهای خارجی متقاضی نیز ارائه می‌دهد. متقاضیان برای گذران دوره‌های آموزشی چند ماههٔ امنیتی و حفاظتی به اسرائیل می‌آیند.